# 동묘벼룩시장

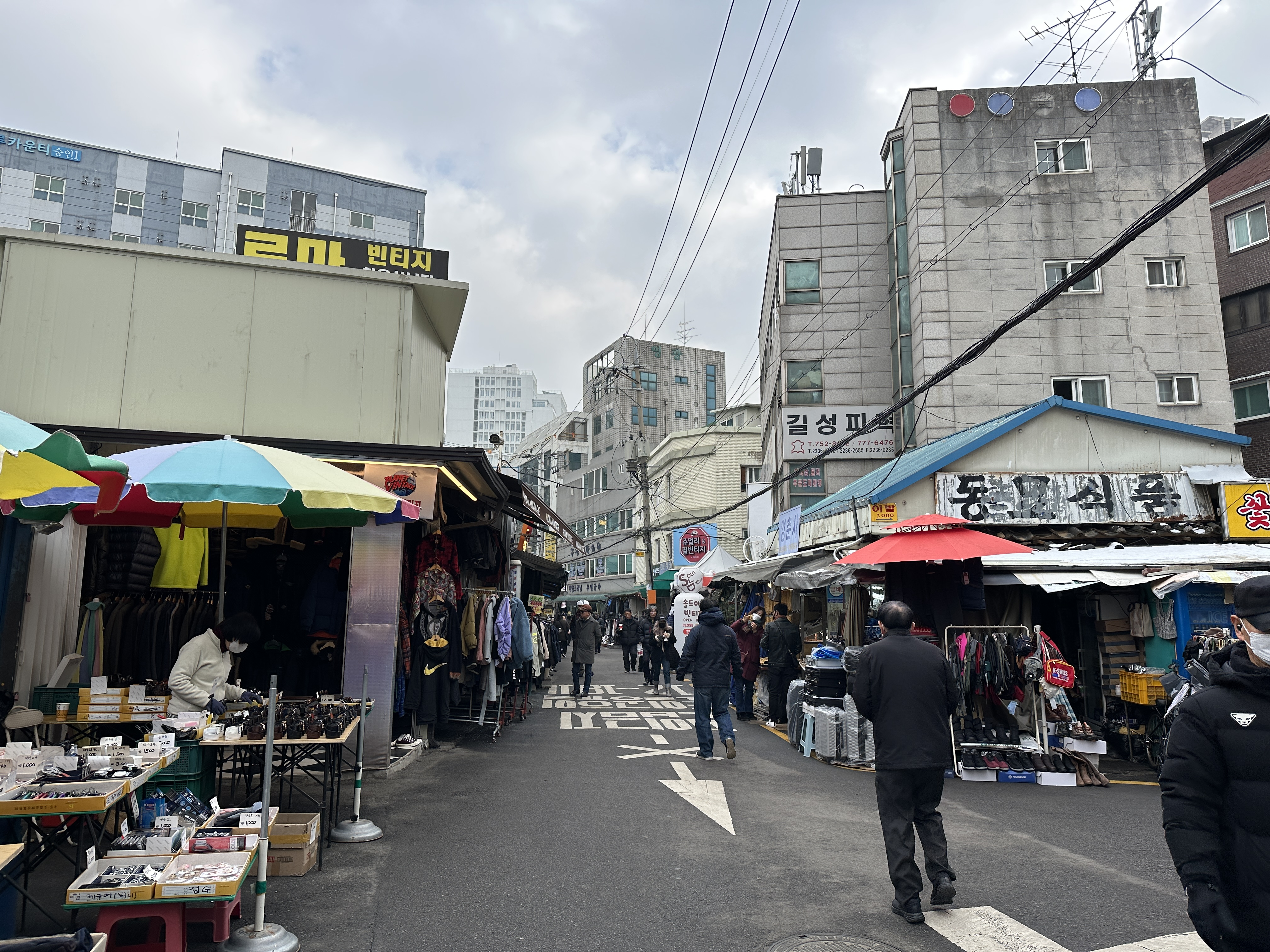

동묘벼룩시장은 대한민국 서울 종로 숭인동에 위치한 벼룩시장이다. 동묘 옆에 위치하고 있으며 동묘의 이름을 따서 지어졌다. 수도권 전철 1호선 동묘앞역 3번 출구 바로 바깥에 있다.

## 설명
이곳에는 다양한 종류의 상품을 판매하는 많은 노점 상인이 있다. CD, 오래된 전자제품, 책과 같은 빈티지 품목이 풍부하게 판매된다. 의류도 상당량 판매되며, 재킷이나 청바지 같은 일부 품목은 매우 저렴한 가격에 판매된다. 이들 상인 중 다수는 무허가이며 거리 혼잡을 야기한다. 지역 정부는 이들 상인이 시장의 매력의 일부로 여겨지기 때문에 이들을 규제하는 방법과 규제 여부에 대해 상충되는 의견을 표명한 것으로 알려졌다.
현재 시장 지역에는 조선 시대부터 시장이 존재했을 가능성이 있다. 현재의 특성은 1980년대 후반부터 자연적으로 형성되었으며, 2000년대에 크게 확장되었다. 2016년부터 동묘지역연합회는 수익의 일부를 지역의 소외 계층에게 기부하는 기금을 운영하고 있다.
시장은 빈티지 품목과 의류를 저렴하게 구입할 수 있는 곳으로 젊은 한국인과 관광객들에게 인기를 얻고 있다.
2013년에 시장은 프로그램 무한도전에 소개되었고, 이는 젊은 사람들 사이에서 시장의 인기를 급상승시켰다고 한다. 이는 지드래곤의 새로운 음악 버라이어티 프로그램인 굿데이에서 언급되었는데, 첫 번째 에피소드에서 지드래곤이 다시 방문하여 한 가게 주인이 자신의 가게 이름을 '빈티지 GD'라고 지드래곤의 이름을 따서 지었고, 그 지역이 구어적으로 'GD골목'으로 알려져 있다고 말했다.

## 갤러리

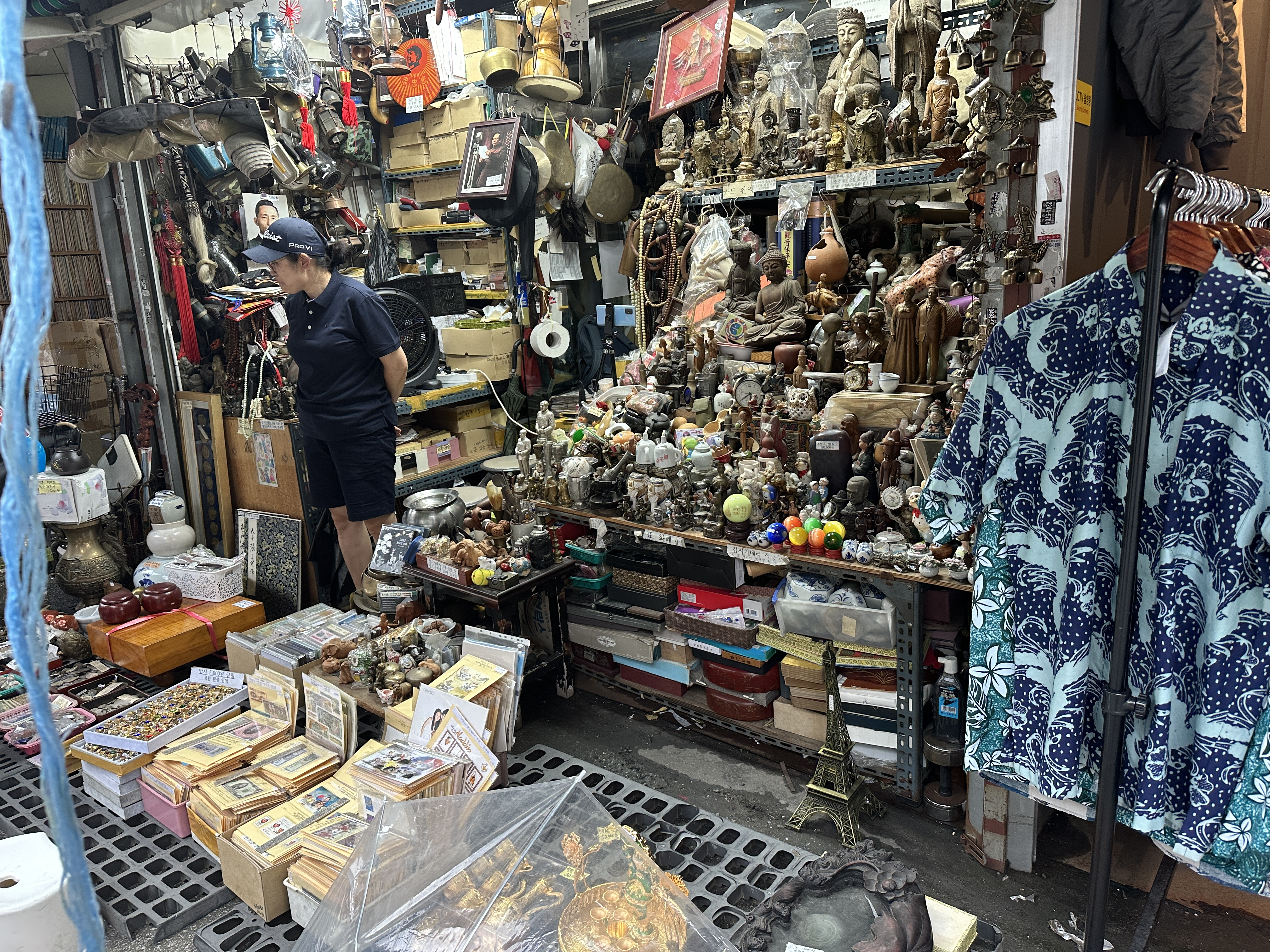
시장 물품 (2024)
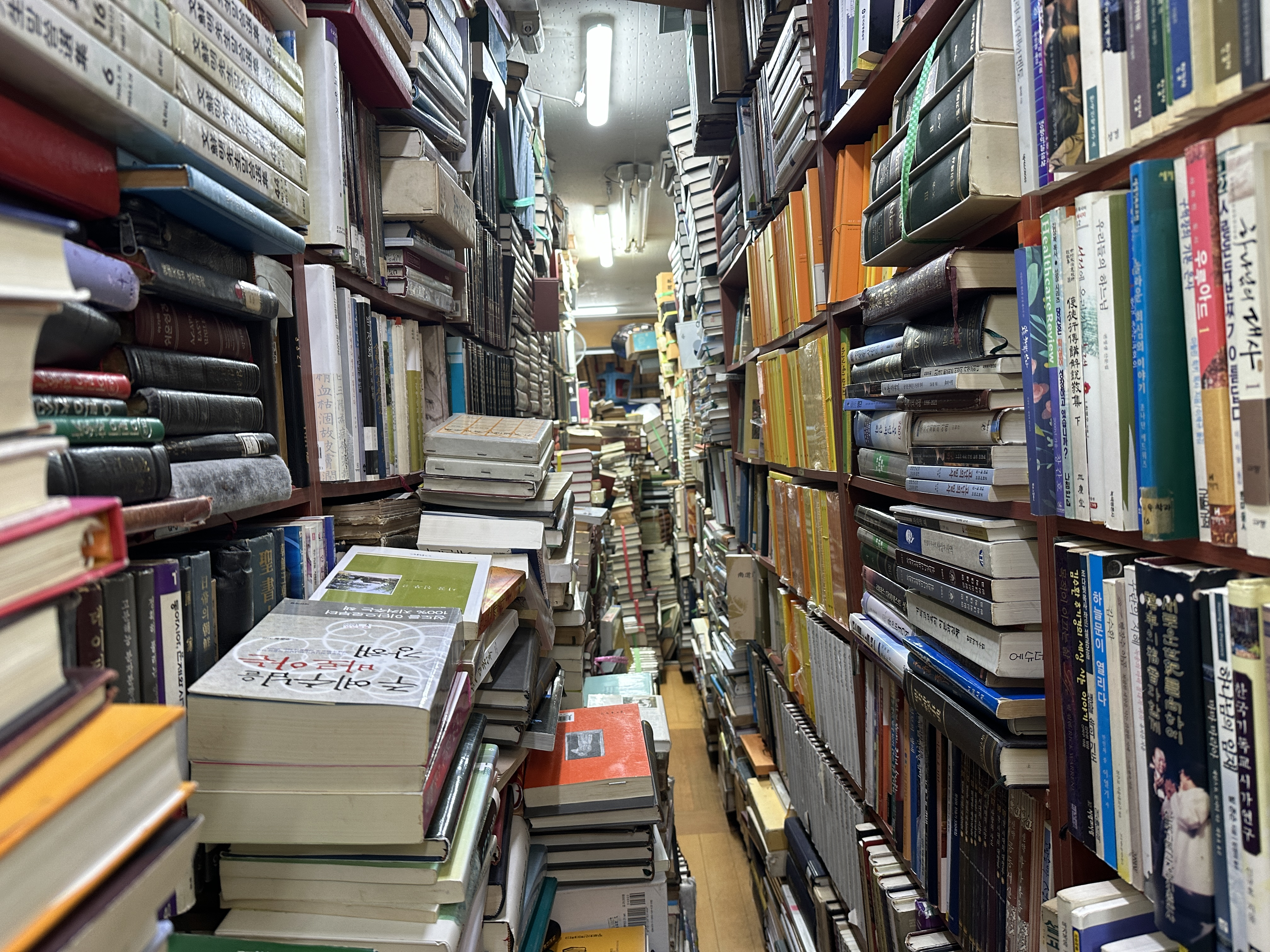
가게 안의 빼곡한 책장 (2024)
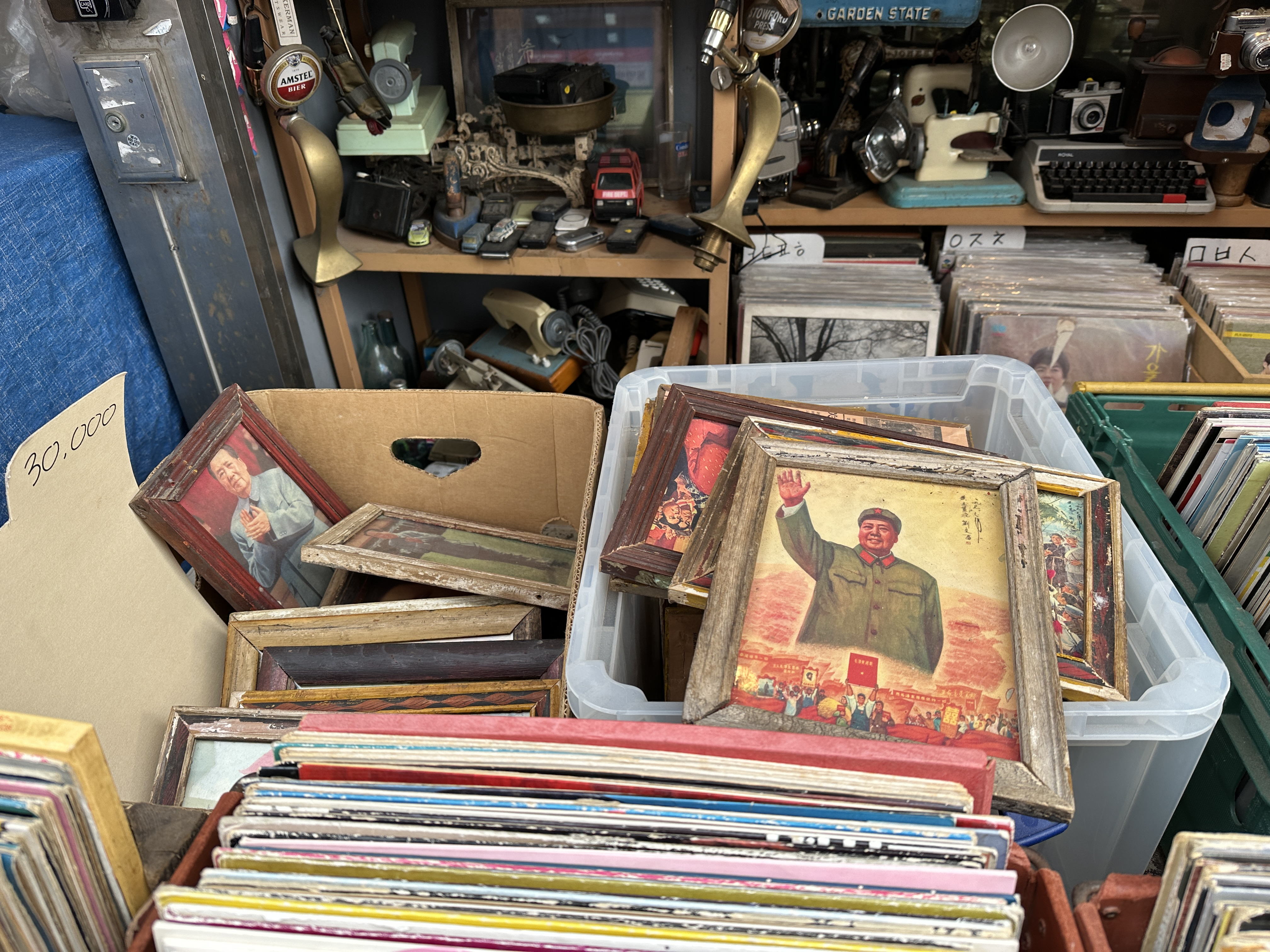
마오쩌둥의 사진을 포함한 시장 물품 (2024)